# Ann Brusseel
Pour les articles homonymes, voir Brusseel.
Ann Brusseel, née le 17 janvier 1976 à Ostende, est une femme politique belge flamande, membre de OpenVLD.

## Biographie

### Études
Elle est licenciée en philologie classique et agrégée de l'enseignement supérieur à l'université libre néerlandophone de Bruxelles (VUB) en 1999, candidate en philologie romane dans le même établissement en 2001, et titulaire d'un master court en traduction français-italien (PISA, 2004)[Quoi ?].

### Carrière professionnelle
De 1999 à 2003, elle enseigne le français, le latin et le grec dans le système scolaire public flamand. En 2003, elle s'installe à Bologne en Italie, où elle est traductrice free-lance pour la justice italienne, avant de revenir à Bruxelles l'année suivante et d'intégrer le ministère des Affaires étrangères belge, d'abord comme traductrice, puis attachée et analyste au centre de gestion des crises de 2006 à 2009.

### Carrière politique
Ann Brusseel est membre du parti Open VLD. En juin 2009, elle est élue députée de Bruxelles au Parlement flamand. Présente sur la liste du bourgmestre aux élections communales en 2012 à Anderlecht dans le cartel libéral, elle est élue conseillère communale. Le 25 mai 2014, elle est réélue au Parlement flamand lors des élections régionales. Elle est ensuite désignée par le Parlement flamand comme sénatrice.

## Mandats électifs
| Députée de Bruxelles au Parlement flamand | Depuis le 30 juin 2009   |
| Conseillère communale à Anderlecht        | Depuis janvier 2013      |
| Sénatrice de communauté                   | Depuis le 3 juillet 2014 |